# Tipo 051B
El Tipo 051B (nombre en la OTAN: clase Luhai) es una clase de destructor construido por la República Popular China. Consta de un solo buque, el Shenzhen. Cuando el Shenzhen entró en servicio en la Fuerza de Superficie de la Armada del Ejército Popular de Liberación en 1998, era el mayor buque de combate de superficie que China había construido nunca. Se parece en muchos aspectos a una versión ampliada del destructor de la clase Luhu, y es uno de los primeros buques del PLAN con casco inclinado para reducir la firma del radar. El Tipo 051B fue sucedido por el destructor nacional Tipo 052B, sin contar cuatro destructores de la clase Sovremenny de construcción soviética que China había adquirido.

## Buques de la serie
| Número | Número de banderín | Nombre          | Astillero                            | Botado          | Alta            | Flota                 | Estado |
| ------ | ------------------ | --------------- | ------------------------------------ | --------------- | --------------- | --------------------- | ------ |
| 1      | 167                | 深圳 / Shenzhen | Dalian Shipbuilding Industry Company | Octubre de 1997 | Febrero de 1999 | Flota del Mar del Sur | Activo |